# Andrea Warren
Andrea Warren wurde in den USA geboren und ist seit 1998 in diversen Bereichen für Disney und Pixar tätig. Sie hat unter anderem als Art Managerin in Cars und zuletzt als Produzentin am Film Luca gearbeitet.

## Leben
Warren wuchs in Sioux Falls, South Dakota auf und war von Beginn an interessiert an der Kunst des Storytellings. Hierdurch ließ sie sich von verschiedensten Quellen, wie unter anderem den Muppets oder Star Wars, inspirieren und besuchte später das Westmont College in Santa Barbara; einer Hochschule der freien Künste. 1996 arbeitete sie als Praktikantin am Disneyfilm James und der Riesenpfirsich. Andrea Warren trat 1998 Pixar Studios bei und arbeitete als Marketing production assistent am Film Das große Krabbeln. In den folgenden Jahren übernahm sie verschiedene Tätigkeiten von Visuellen Effekten bis hin zur Produzentin bei Disney und Pixar. Bei der Oscarverleihung 2022 wurde der Film Luca als bester Animationsfilm nominiert, welcher von Warren produziert wurde.
Andrea Warren lebt zurzeit mit ihrem Mann und zwei Kindern in Alameda, CA.

## Filmographie (Auswahl)
(Quelle: )
Visuelle Effekte:
- 2003: Findet Nero

Art department:
- 1998: Das große Krabbeln
- 2001: Die Monster AG
- 2006: Cars

Producer:
- 2014: Lava (Short)
- 2017: Cars 3: Evolution
- 2021: Luca

Production Manager:
- 2008: WALL·E – Der Letzte räumt die Erde auf
- 2012: Merida – Legende der Highlands

Entwicklung:
- 2013: Die Monster Uni

## Auszeichnungen
- 2022: Oscarnominierung in der Kategorie bester Animationsfilm für Luca[7]